# Multispazio
Multispazio è un termine italiano adottato inizialmente dal marketing della Fiat per indicare un tipo di veicoli commerciali nati sul finire degli anni 1990.
Può essere assimilato al termine inglese Leisure activity vehicle, al francese Ludospace o al tedesco Hochdachkombi.

## Definizione

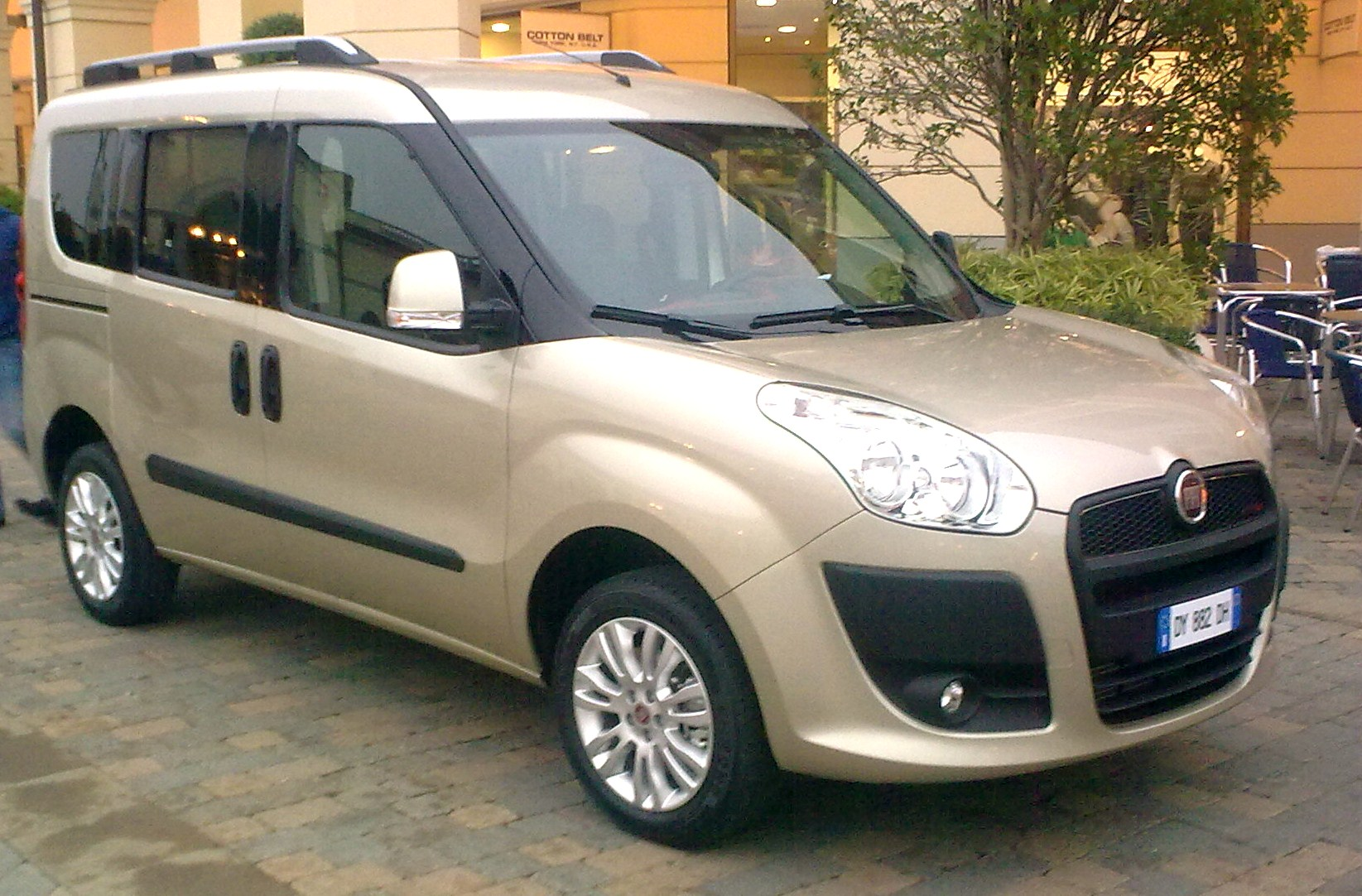
Fiat Doblò II serie del 2010, esempio moderno di tale vettura

Definisce in ogni caso una versione più piccola del classico furgone, derivata da una base telaistica di un modello di automobile di serie ma con una sovrastruttura specifica abbastanza voluminosa che consente spesso di ospitare tre file di sedili o di consentire un vano di carico di ampia cubatura. Solitamente le multispazio sono in vendita sia in versione completamente finestrata e con sedili per trasporto passeggeri, sia in versione con il vano posteriore chiuso, destinata al trasporto di merci. Sono, dunque, dei furgoni adatti molto più all'uso automobilistico che commerciale.

## Descrizione
La classificazione di un veicolo in questa tipologia non è mai molto agevole né precisa poiché spesso si tratta di mezzi con carrozzeria crossover, cioè ibrida, che presenta caratteristiche molto simili alle monovolume, e ai mini MPV, oltre che, appunto, ai furgoni.

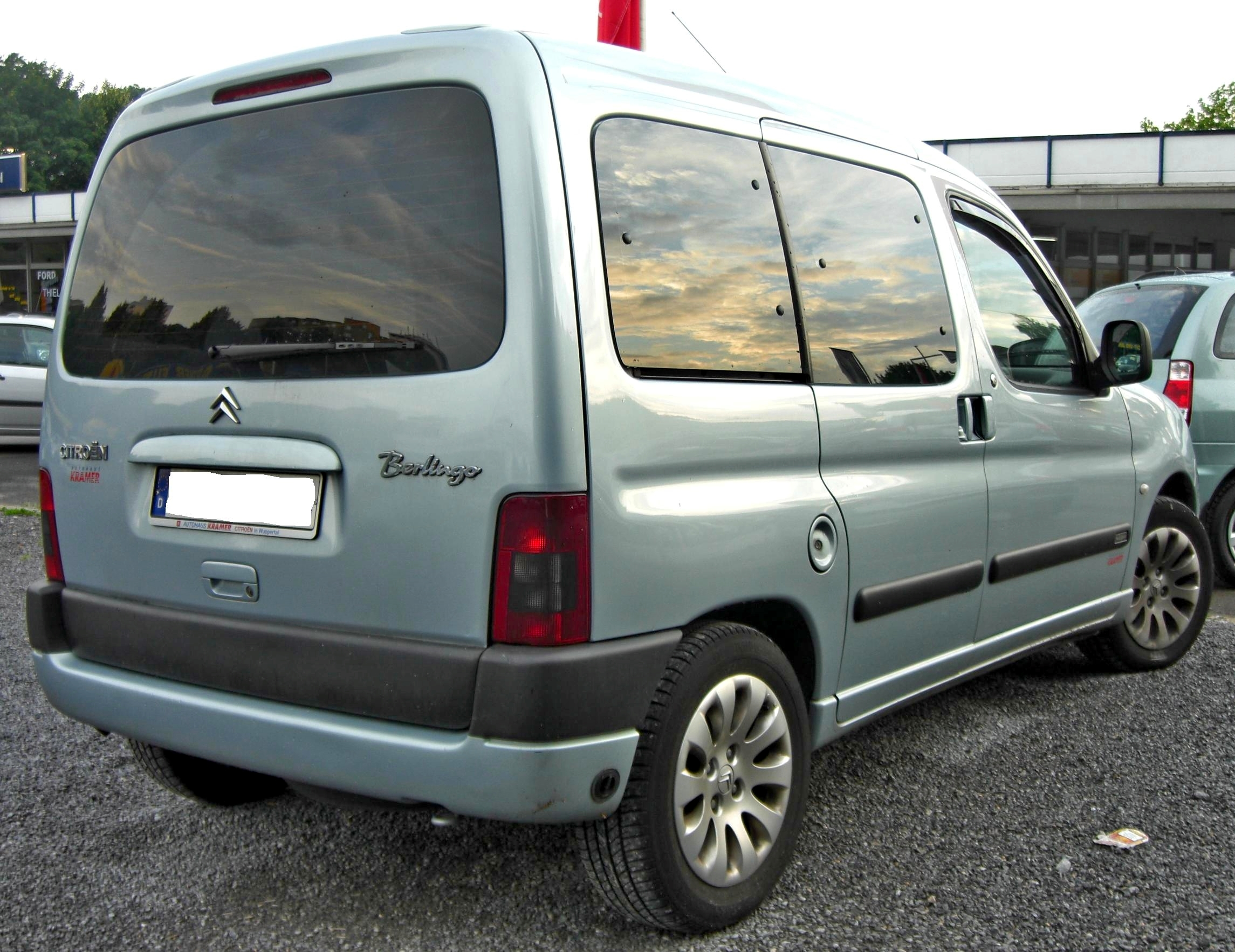
Posteriore di un Citroën Berlingo I serie, antesignana della tipologia multispazio

Una differenziazione commerciale da questi ultimi si rileva anche dal fatto che le multispazio appaiono nei cataloghi delle case automobilistiche anche nel catalogo delle autovetture, oltre che nel catalogo dei veicoli commerciali (versioni van o combinate, con meno dotazioni).
Esempi di multispazio attuali sono il Fiat Doblò, lo Škoda Roomster, il Renault Kangoo, il Ford Transit Connect, l'Opel Combo, il Dacia Dokker e i cosiddetti "fondatori" della categoria: i gemelli Peugeot Partner e Citroën Berlingo.
Ultimamente si è formata anche una categoria di multispazio più compatte, come il nuovo Fiat Fiorino (venduto anche nel catalogo automobilistico, come Fiat Qubo), il Citroën Nemo, il Peugeot Bipper tutti derivanti da una joint venture progettuale tra Fiat e PSA) ed il Renault Kangoo Be-Pop.